# マフル
マフル（アラビア語: مهر）とは、イスラム社会において、結婚する時に花婿から花嫁に贈られる結納金のような物である。
マフルは現金だけでなく物品や不動産などでもよい。値段には社会通念上の相場があり、初婚で若い女性ほど高くなり、再婚の場合は半額以下になるのが通例である。イスラム社会ではマフルを払わなければ結婚は無効であるとされているため、多くの男性がマフルの用意に苦労しており、晩婚化の原因になっている。例外としてミシャー婚では必要としない。
サウジアラビアの現代の相場では初婚で5万～6万サウジ・リヤル、再婚の場合はその半分以下を支払う必要がある。支払いは結婚後の後払いでもかまわないが、離婚した場合には未払いのマフルを支払う義務が生じる。このため貧困層は結婚することが出来ないという問題に直面しており、マフルの値下げを要求することも多い。逆に資産家男性が一夫多妻を利用したり、頻繁に離婚を繰り返したりして次々と妻を取り替えると言う事例もある。シャーリアにおいて結婚が許されている極端に若い子供を人身売買同然に貧困家庭から買ってくることも起きている。
1974年にサウジアラビア南部に居住するザハラニ族の族長が部族法（アーダ）で一族の者同士の結婚についてはマフルを3000サウジ・リヤルにすると公布したが、短期間での離婚が激増したため廃止された。マフルが安すぎると売春婦を買うかのように妻を使い捨てにすることが社会問題となった。

## 根拠
クルアーン第4章の4に以下のように書かれている。
また、女たちには彼女らのマフルを贈り物として与えよ。彼女らがおまえたちのためにそのいくらかを自ら快く諦めるなら、喜んで咽喉越し良くそれを食べるがよい。